# Linjär algebra

Det tredimensionella euklidiska rummet är ett vektorrum och linjer och plan som passerar genom origo är vektoriella underrum i.

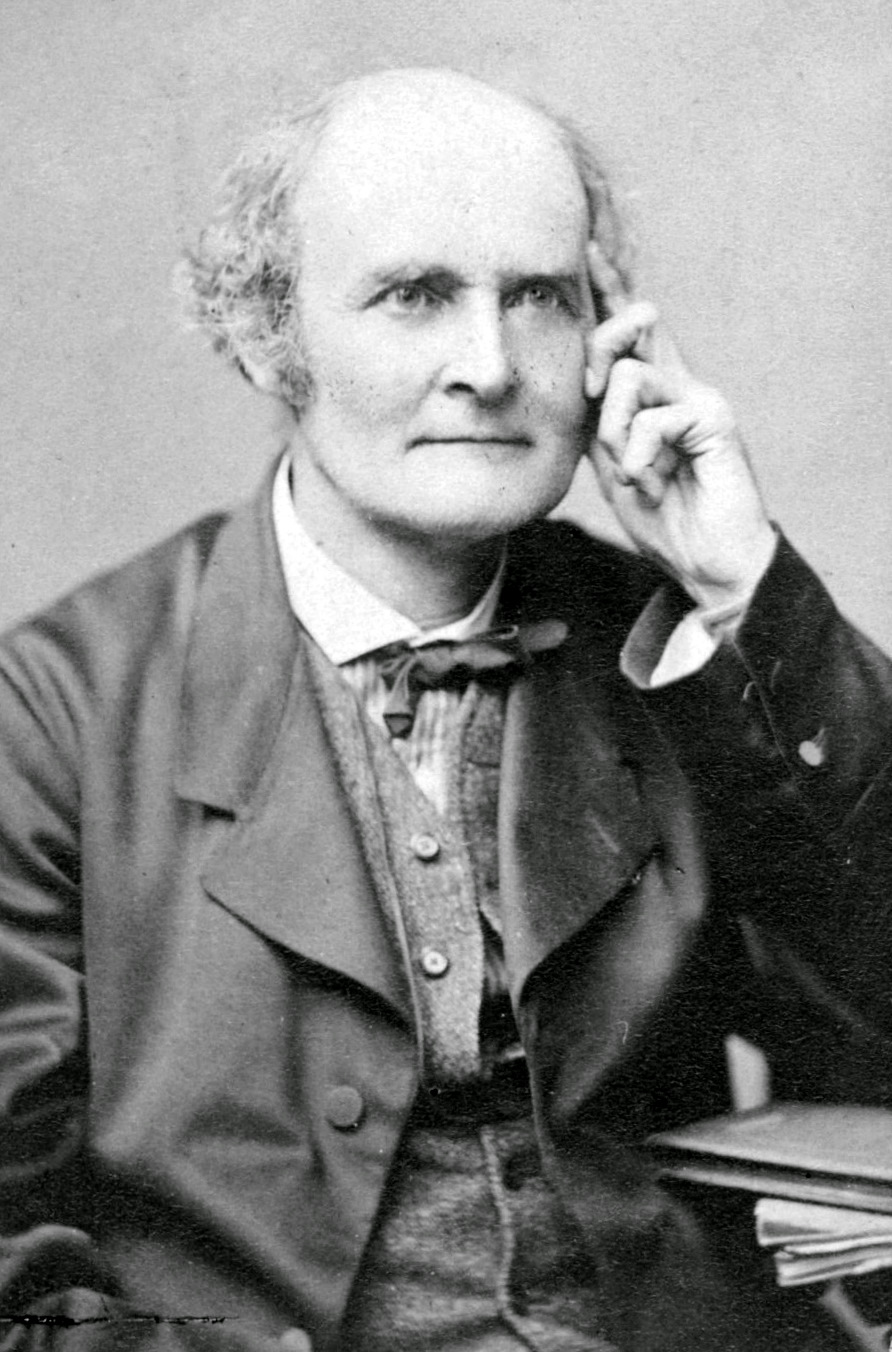
Arthur Cayley (1821–1895).

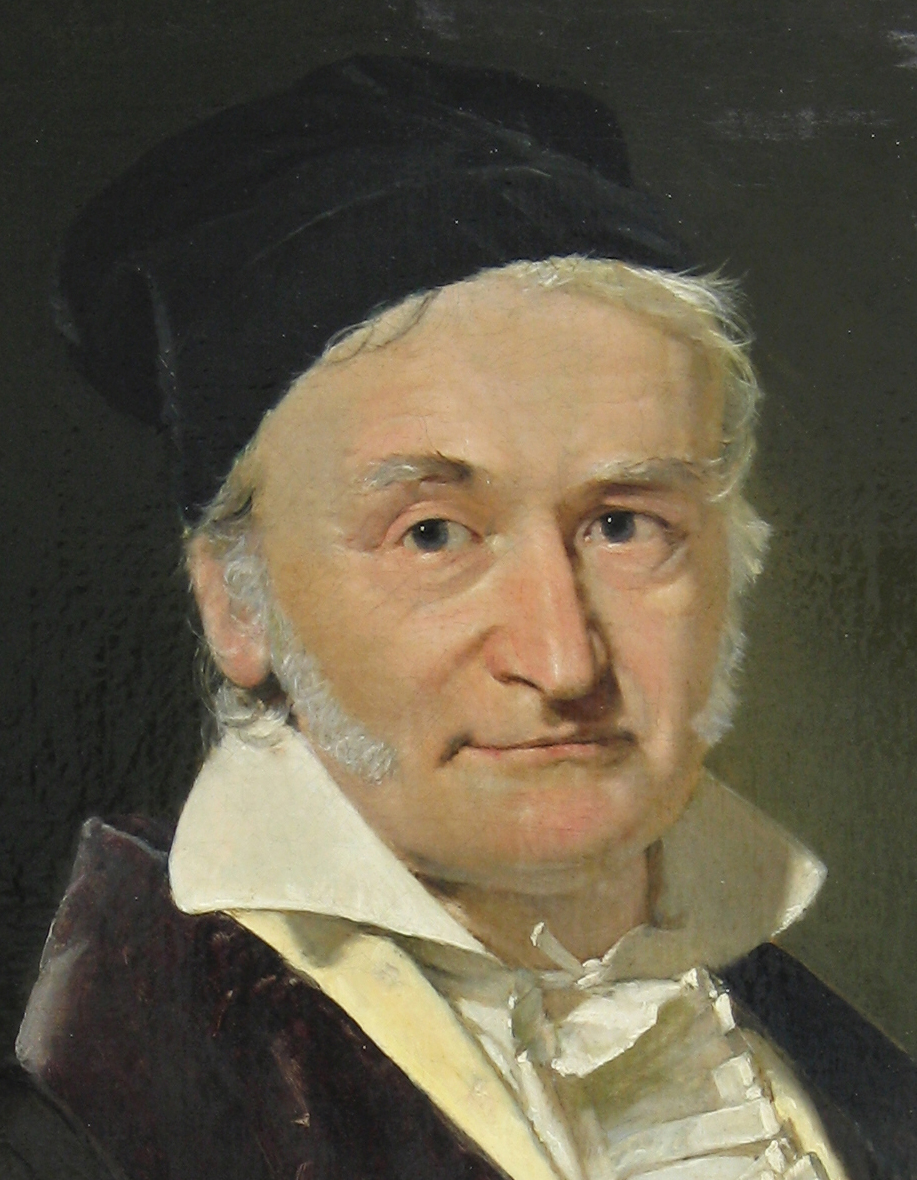
Carl Friedrich Gauss (1777–1855).

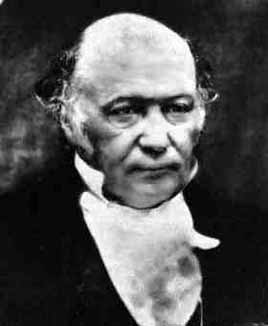
William Rowan Hamilton (1805–1865).

Linjär algebra, även Lineär algebra, är den gren av matematiken som studerar vektorer, matriser, linjära rum (vektorrum), linjära koordinattransformationer och linjära ekvationssystem. Vektorrum är av central betydelse i modern matematik och linjär algebra används flitigt inom såväl abstrakt algebra som ren funktionalanalys men har också praktiska tillämpningar inom analytisk geometri, naturvetenskap, datorgrafik och samhällsvetenskap.

## Introduktion
Linjär algebra emanerade från studiet av vektorer i det två- och tredimensionella kartesiska rummet. Med en vektor avses här ett riktat linjesegment, ett objekt med en längd eller storlek och en riktning. Vektorer används för att representera fysikaliska storheter såsom krafter och de kan adderas med varandra och multipliceras med skalärer och är ett första exempel på ett reellt vektorrum.
Många av de användbara resultaten i två och tre dimensioner kan också användas i rum med ett godtyckligt antal dimensioner eller till och med i rum med ett oändligt antal dimensioner. Linjär algebra har därför idag utökats till att omfatta rum med {\displaystyle n}dimensioner. De flesta människor har svårt att visualisera rum med fler än två eller tre dimensioner, men sådana matematiska rum är mycket användbara för att representera data. Eftersom vektorer är ordnade listor med {\displaystyle n} element, så kallade {\displaystyle n}-tipplar, är det ofta lätt att summera ihop och manipulera grupper av data när man behandlar dem som vektorer. Om man till exempel vill jämföra BNP för åtta olika nationer kan man med en åttadimensionell vektor {\displaystyle (v_{1},v_{2},v_{3},v_{4},v_{5},v_{6},v_{7},v_{8})} erhålla en enda ”indikator” för relationen mellan dessa olika värden.
Ett grundläggande begrepp inom linjär algebra är vektorrum (eller linjärt rum), en del av den abstrakta algebran. Olika begrepp inom linjär algebra är också av intresse för andra algebraiska strukturer, till exempel gruppen av matriser eller ringen av linjära avbildningar på vektorrum. Linjär algebra har också stor betydelse inom matematisk analys vid exempelvis beskrivning av derivator av högre ordning och tensorprodukter.
För att definiera ett vektorrum utgår man från kroppar, till exempel kroppen av reella eller komplexa tal. En linjär operator är en avbildning, som uppfyller vissa regler, från ett element i ett linjärt rum till ett annat element, antingen i samma rum eller i ett annat. En sådan avbildning kallas också en transformation och mängden av transformationer på ett vektorrum är, också den, ett vektorrum. Varje linjär transformation kan beskrivas med en matris. Studiet av matriser, inklusive egenskaper för matriser som determinanter och egenvektorer, är en del av den linjära algebran.
Enkelt uttryckt är de linjära problemen de som är lätta att lösa och ett vanligt sätt att lösa matematiska problem är att försöka reducera komplexa problem till linjära problem. Inom till exempel differentialkalkyl använder man sig av linjära approximationer för att beskriva en funktion.

## Generalisering
Eftersom den linjära algebran visat sig så framgångsrik har den utvecklats så att den går att tillämpa inom andra områden av matematiken. När beräkningar görs med moduler, tensorer och andra matematiska objekt byts någon av delarna ut, som ingår i den linjära algebran, mot andra mer komplexa objekt men samma metoder tillämpas ofta. En vanlig konsekvens av detta är att beräkningarna blir avsevärt svårare att utföra.